# 奧莫特 (內陸郡)
奧莫特（挪威語：Åmot）是挪威的一個市镇，位於内陆郡，行政中心为雷納村。市镇面积为1,340平方公里，人口数量为4,425人（2004年），人口密度为每平方公里3人。